# Felix Grundy
Felix Grundy (ur. 11 września 1777 w hrabstwie Berkeley, zm. 19 grudnia 1840 w Nashville) – amerykański polityk.

## Życiorys
Urodził się 11 września 1777 roku na terenie hrabstwa Berkeley, a trzy lata później jego rodzina przeniosła się do Kentucky. Uczęszczał do szkoły w Bardstown, a następnie studiował nauki prawne, został przyjęty do palestry i otworzył prywatną praktykę. W latach 1800–1805 zasiadał w legislaturze stanowej Kentucky, a rok po zakończeniu kadencji został wybrany do stanowego Sądu Najwyższego. W 1807 roku zrezygnował z funkcji i przeniósł się do Nashville. W 1810 roku został wybrany Izby Reprezentantów, z ramienia Partii Demokratyczno-Republikańskiej, gdzie zasiadał do czasu rezygnacji w roku 1814. W latach 1819–1825 ponownie zasiadał w legislaturze stanowej iw czasie kadencji przyczynił się do polubownego ustalenia granicy pomiędzy Kentucky a Tennessee. W 1829 roku wygrał wybory uzupełniające do Senatu, mające obsadzić wakat po rezygnacji Johna Eatona. W 1838 roku zrezygnował z mandatu, gdyż prezydent Martin Van Buren zaproponował mu objęcie stanowiska prokuratora generalnego. Rok później zrezygnował ze stanowiska w rządzie federalnym, na rzecz ponownego wyboru do izby wyższej Kongresu. Mandat senatora sprawował do śmierci, która nastąpiła 19 grudnia 1840 roku w Nashville.